# Megachile ianthoptera
Megachile ianthoptera är en biart som beskrevs av Smith 1853. Megachile ianthoptera ingår i släktet tapetserarbin, och familjen buksamlarbin. Inga underarter finns listade i Catalogue of Life.